# أنطونيو غونسالفيس
أنطونيو غونسالفيس (بالبرتغالية: Antônio Gonçalves‏) بلدية في ولاية باهيا في المنطقة الشمالية الشرقية من البرازيل.